# Aguiar da Beira e Coruche
Aguiar da Beira e Coruche (oficialmente: União das Freguesias de Aguiar da Beira e Coruche) é uma freguesia portuguesa do município de Aguiar da Beira, com 43,36 km² de área e 1785 habitantes (censo de 2021). A sua densidade populacional é 41,2 hab./km².

## História
Foi constituída em 2013, no âmbito de uma reforma administrativa nacional, pela agregação das antigas freguesias de Aguiar da Beira e Coruche com sede em Aguiar da Beira.

## Demografia
A população registada nos censos foi:
| Distribuição da População por Grupos Etários | Distribuição da População por Grupos Etários | Distribuição da População por Grupos Etários | Distribuição da População por Grupos Etários | Distribuição da População por Grupos Etários | Distribuição da População por Grupos Etários |
| -------------------------------------------- | -------------------------------------------- | -------------------------------------------- | -------------------------------------------- | -------------------------------------------- | -------------------------------------------- |
| Antes da agregação                           |                                              |                                              |                                              |                                              |                                              |
| Ano                                          | 0-14 anos                                    | 15-24 anos                                   | 25-64 anos                                   | >= 65 anos                                   | Total                                        |
| 2001                                         | 261                                          | 260                                          | 819                                          | 346                                          | 1686                                         |
| 2011                                         | 235                                          | 163                                          | 829                                          | 404                                          | 1631                                         |
| Após a agregação                             |                                              |                                              |                                              |                                              |                                              |
| Ano                                          | 0-14 anos                                    | 15-24 anos                                   | 25-64 anos                                   | >= 65 anos                                   | Total                                        |
| 2021                                         | 204                                          | 147                                          | 788                                          | 646                                          | 1785                                         |